# 퍼시 호바트
퍼시 클랙호른 스탠리 호바트 경(Sir Percy Cleghorn Stanley Hobart, 1885년 6월 14일 ~ 1957년 2월 19일)은 영국의 공병 장군이다. 제2차 세계 대전 때 제79기갑사단을 지휘하고, 퍼니 전차라는 특수목적전차들을 설계한 것으로 유명하다. 호바트의 퍼니전차는 노르망디 상륙 및 그 이후의 연합군 작전에 큰 기여를 했다.